# Horsens Kommune (1970-2006)
Horsens Kommune i Vejle Amt blev dannet ved kommunalreformen i 1970. Ved strukturreformen i 2007 blev den udvidet til den nuværende Horsens Kommune ved indlemmelse af Brædstrup Kommune (undtagen Voerladegård Sogn) og Gedved Kommune.

## Tidligere kommuner
Horsens havde været købstad, men det begreb mistede sin betydning med kommunalreformen, hvor 6 sognekommuner blev lagt sammen med Horsens Købstad til Horsens Kommune:
| Kommune         | Folketal 1. januar 1970 | Byer                                    |
| --------------- | ----------------------- | --------------------------------------- |
| Horsens         | 35.682                  | Horsens                                 |
| Endelave        | 261                     |                                         |
| Hatting-Torsted | 4.565                   | Hatting                                 |
| Lundum-Hansted  | 2.034                   | Egebjerg                                |
| Tamdrup         | 1.609                   | Lund                                    |
| Vær-Nebel       | 2.333                   | Haldrup og Stensballe (bydel i Horsens) |
| Tyrsted-Uth     | 5.210                   | Sejet og Tyrsted (bydel i Horsens)      |
| I alt           | 51.694                  |                                         |

Hertil kom dele af 4 matrikler på i alt 1990 m² fra Skjold Sogn i Juelsminde Kommune. Derimod afgav Horsens ejerlavet Eriknauer i Hatting Sogn til Hedensted Kommune.

## Sogne
Horsens Kommune bestod af følgende sogne:
- Endelave Sogn (Nim Herred)
- Hansted Sogn (Voer Herred)
- Hatting Sogn (Hatting Herred)
- Kloster Sogn (Nim Herred)
- Lundum Sogn (Voer Herred)
- Nebel Sogn (Voer Herred)
- Sønderbro Sogn (Nim Herred)
- Tamdrup Sogn (Nim Herred)
- Torsted Sogn (Hatting Herred)
- Tyrsted Sogn (Hatting Herred)
- Uth Sogn (Bjerre Herred)
- Vær Sogn (Voer Herred)

## Borgmestre
- 1751-1768 Christian Frydensberg
- 1769-1790 Andreas Flensborg
- 1791-1810 Nicolai Christian Carøe
- 1827-1858 Ditlev Ræder
- 1859-1884 Christian von Jessen

## Folkevalgte borgmestre
- 1918-1939 Axel I. Sørensen
- 1939-1949 J. Chr. Juliussen
- 1949-1966 Robert Holm
- 1966-1972 Ove Jensen
- 1972-1985 Holger Sørensen
- 1986-1993 Henning Jensen
- 1994-2006 Vagn Ry Nielsen